# Kadov (ort i Tjeckien, Vysočina)
Kadov är en ort i Tjeckien.   Den ligger i regionen Vysočina, i den centrala delen av landet, 130 km öster om huvudstaden Prag. Kadov ligger 676 meter över havet och antalet invånare är 120.
Terrängen runt Kadov är varierad, och sluttar österut.Runt Kadov är det ganska tätbefolkat, med 100 invånare per kvadratkilometer. Närmaste större samhälle är Žďár nad Sázavou, 12,7 km sydväst om Kadov. Trakten runt Kadov består till största delen av jordbruksmark.